# Oxana Petrowna Grigorjewa
Oxana Petrowna Grigorjewa (russisch Оксана Петровна Григорьева; * 23. Februar 1970 in Saransk) ist eine russische Singer-Songwriterin und Pianistin. Sie erlangte 2006 als Songwriterin Aufmerksamkeit, nachdem ein von ihr geschriebenes Lied, Un día llegará, auf dem Josh-Groban-Album Awake populär wurde.

## Leben und Karriere

### Frühe Lebensjahre
Grigorjewa wurde 1970 als Oxana Petrowna Tschernucha in Saransk, Mordwinische ASSR, geboren. Ihre Eltern waren beide Musikprofessoren. Sie wuchs in der Ukraine und in Russland auf und zog im Alter von 15 Jahren nach Moskau, um an der Universität Klavier zu lernen. Grigorjewa schloss ihr Studium am Konservatorium in Kasan ab.
Sie zog nach London, wo sie ihr Studium fortsetzte und anderen Musik unterrichtete. Grigorjewa studierte Musik am Royal College of Music. Während ihres Aufenthalts in London arbeitete sie als Model; wurde vom Fotografen Patrick Anson, 5. Earl of Lichfield, entdeckt. In Großbritannien arbeitete sie unter dem Namen Sacha Chernuha, bevor sie ihn in Oxana Grigorjewa änderte. Anschließend zog Grigorjewa in die Vereinigten Staaten und lebte einige Zeit in New York City und Los Angeles, Kalifornien. Sie unterrichtete Musik in den USA und patentierte eine Technik, um Kindern die Notenschrift beizubringen. Grigorjewa komponierte und spielte Musik und produzierte Werke für Theater und Werbung.

### Musikkarriere
Grigorjewa erlangte 2006 als Songwriterin Aufmerksamkeit, nachdem das von ihr geschriebene Lied „Un día llegará“ (Übersetzt aus dem Spanischen: „Ein Tag wird kommen“) auf dem Josh-Groban-Album „Awake“ populär wurde. Das Las Vegas Review-Journal hob „Un día llegará“ insbesondere in einer Rezension von Grobans Album Awake hervor und kommentierte: „Grobans effektivste Melodien sind in der Regel seine schlichtesten, wenn er Understatement gegenüber Prunk bevorzugt, wie zum Beispiel in der flackernden Klavierballade ‚Lullaby‘ oder dem zitternden, langsamen ‚Un día llegará‘ mit seinen Anklängen an Flamenco-Gitarre.“ Bevor er 2007 bei einem Live-Auftritt „Un día llegará“ sang, wurde das Lied von Groban in einer Erklärung an seine Fans „als Schönheit empfohlen“. In einer Rezension von Awake bezeichnete der philippinische Daily Inquirer „Un día llegará“ als „hervorragenden Titel“. Fred Shuster von Los Angeles Daily News rezensierte das Album und kommentierte: „Das wunderschöne ‚Un día llegará‘, das mit einem Gitarrenschwung beginnt, stimmt auf die kommenden romantischen Höhepunkte ein.“
Im Jahr 2009 erschien Grigorjewas Musikalbum Beautiful Heartache; Mel Gibson ergänzte ihre damalige Musikkarriere durch die Tätigkeit als ausführende Produzentin. Das Album umfasst 11 Titel und enthält ein Cover des russischen Liedes „Dark Eyes“ und eine Zusammenarbeit mit Charlie Midnight. Beautiful Heartache wurde als „erwachsener, vom Klavier geleiteter Pop mit vielen klassischen Motiven“ vermarktet. Bis auf den Song „Say My Name“, der gemeinsam mit Gibson geschrieben wurde, schrieb Grigorjewa das gesamte Album alleine. „Say My Name“ war 2010 im Film „Edge of Darkness “ enthalten. ABC News berichtete, dass Beautiful Heartache der Sängerin „begeisterte Kritiken“ von Musikkritikern einbrachte. Reuters kommentierte das Album wie folgt: „‚Beautiful Heartache‘ enthält eine Sammlung wehmütiger Liebeslieder, die schimmernde Streicharrangements mit Pop- und Jazz-beeinflussten Arrangements verbinden, die Grigorievas gefühlvolle Stimme zur Geltung bringen.“ In einer Rezension des Albums gab Jack Foley von IndieLondon ihm eine Bewertung von 4 von 5 und bemerkte: „Sie zeigt durchgehend ein scharfes Gespür für Melodien, für ehrliche emotionale Einfachheit und klassische Werte. Es lohnt sich, sie zu nehmen.“ die Zeit zum Auschecken".
Im Dezember 2012 wurde bekannt, dass Grigorjewa einen Abstecher in die Hip-Hop- und Tanzmusik machte, deren Veröffentlichung für 2013 geplant war.

### Privatleben
Grigorieva war 1989 für drei Monate mit dem russischen Anwalt Igor Baranow verheiratet. 1992 heiratete sie den britischen Künstler Nicholas Rowland. Sie hatte eine Beziehung mit dem James-Bond-Darsteller Timothy Dalton; Grigorjewa lernte Dalton 1995 kennen, als sie als Übersetzerin für den Filmemacher Nikita Michalkow angestellt war. Dalton und Grigorjewa hatten gemeinsam einen Sohn (geboren im August 1997) namens Alexander. Ihre Beziehung endete 2003.
Grigorjewa war an der Wohltätigkeitsarbeit des Chernobyl Children’s Project International in Belarus beteiligt.

### Beziehung mit Mel Gibson
Ab 2007 war Grigorjewa mit dem Schauspieler Mel Gibson liiert, und am 30. Oktober 2009 wurde ihre Tochter Lucia geboren. Das Paar trennte sich im April 2010. Im Juni 2010 erwirkte Grigorjewa eine einstweilige Verfügung gegen Gibson, nachdem er erklärt hatte, er habe sie körperlich angegriffen. Gibson war es verboten, sich Grigorjewa oder ihrer Tochter zu nähern. Im Juli 2010 wurde Gibson als möglicher Verdächtiger in einer Untersuchung wegen häuslicher Gewalt identifiziert, die eingeleitet wurde, nachdem Ermittler in Malibu mit Grigorjewa gesprochen hatten. Grigorjewa und Gibson waren in einen Sorgerechtsstreit um ihre Tochter in einem vertraulichen Gerichtsverfahren verwickelt.
Im Jahr 2010 bot Gibson einen Vergleich im Wert von rund 15 Millionen US-Dollar an, der jedoch von Grigorjewa abgelehnt wurde. Im Mai 2011 ließ Oxana Grigorjewa die Vorwürfe wegen häuslicher Gewalt gegen Gibson fallen. Im August 2011 einigte sich Grigorjewa mit Gibson und erhielt 750.000 US-Dollar, das gemeinsame Sorgerecht und ein Haus in Sherman Oaks, Kalifornien, in dem sie leben konnte, bis ihre Tochter Lucia 18 Jahre alt wurde in einen Treuhandfonds für Lucia.
Im Jahr 2013 verklagte Grigorjewa ihre Anwälte und warf ihnen vor, ihr geraten zu haben, eine schlechte Vereinbarung zu unterzeichnen, darunter eine mit Gibson, in der es heißt, dass ihre bisherige Einigung gefährdet wäre, wenn sie rechtliche Schritte gegen ihn einleiten würde. Im Jahr 2014 entschied ein Richter, dass Grigorjewa aufgrund eines Gesprächs, das sie in der Radiosendung Howard Stern geführt hatte, in dem Gibson erwähnt wurde, gegen eine Vertraulichkeitsklausel verstoßen hatte; sie verlor die Hälfte ihrer 750.000-Dollar-Abfindung.

## Diskographie
- Un día llegará, Josh-Groban-Album, Awake (2006)
- Beautiful Heartache, ausführender Produzent: Mel Gibson (2009)

## Filmografie
- 1997: A to Zen
- 2016: Beyond the Game
- 2019: 'Pissed' (Musikvideo)
- 2019: Move on (Musikvideo)